# Microrasbora microphthalma
Microrasbora microphthalma és una espècie de peix cipriniforme de la família dels ciprínids.

## Morfologia
- Els mascles poden assolir 2,6 cm de longitud total.
- Nombre de vèrtebres: 30.[4]

## Alimentació
Menja zooplàncton i fitoplàncton.

## Hàbitat
És un peix d'aigua dolça i de clima tropical.

## Distribució geogràfica
Es troba a Àsia: riu Nanwan a Yunnan (la Xina).